# KNM Magnus Lagabøte

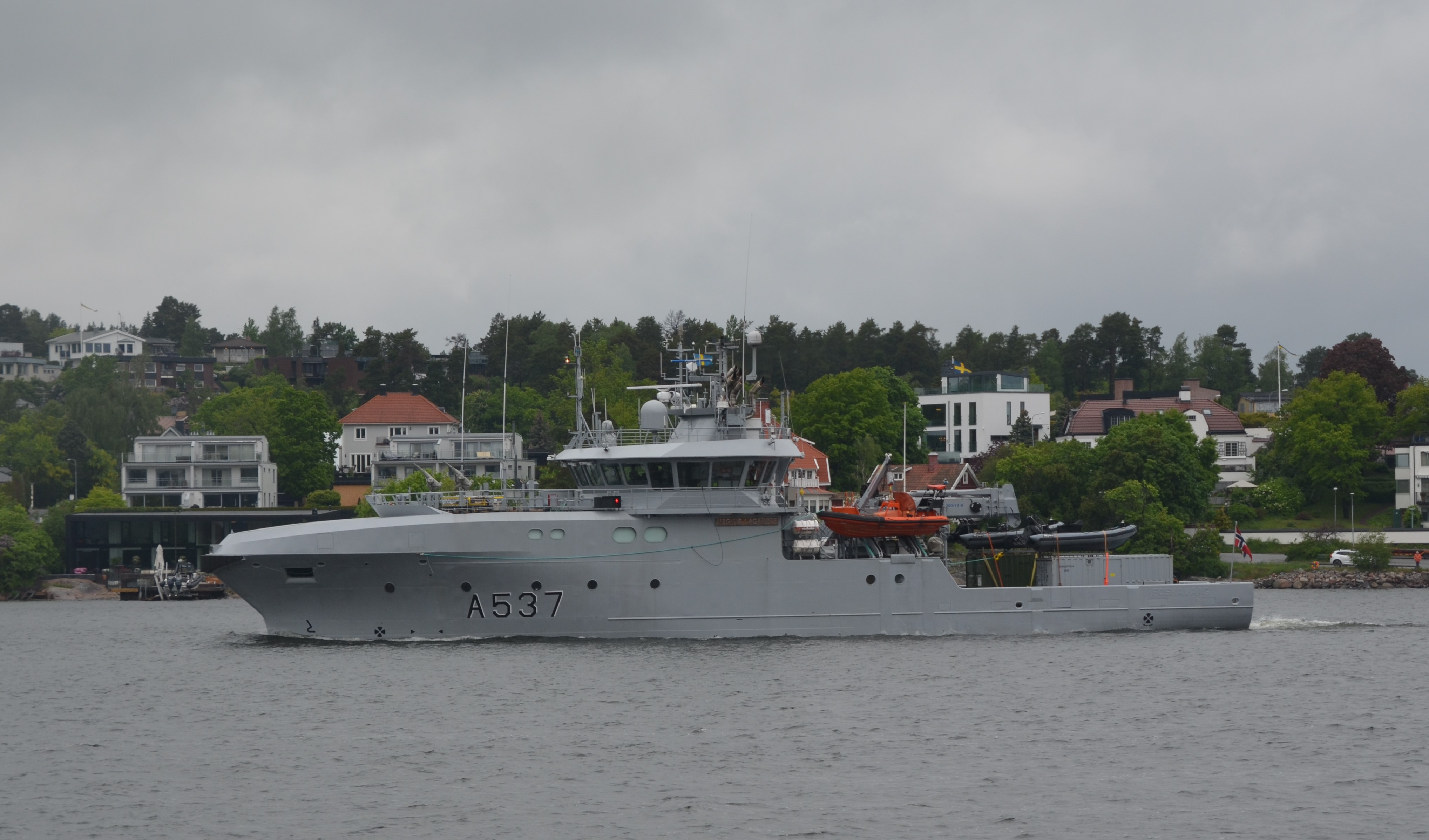
KNM Magnus Lagaböte (A537) utanför Lidingö

KNM Magnus Lagabøte (A357) är norskt örlogsfartyg.
Fartyget konstruerades av Skipsteknisk AS och byggdes 2011 på Morska Stocznia Remontowa Gryfia S.A. i Szczecin i Polen för Remøy Management og Remøy Shipping i Fosnavåg, för att hyras på ett 15-årskontrakt av Sjøforsvaret. Den första användningen var som patrullfartyg för inomskärsbruk för Heimevernet. Det var ett av två patrullfartyg av Reine-klass och fick benämningen SHV Magnus Lagabøte (P381). Namnet Magnus Lagabøte" har fartyget efter den norske 1200-talskungen Magnus Lagabøte. 
Hon tjänstgjorde inom Heimevernet till 2013 och därefter 2013–2018 i Kystvakten som patrullfartyget W335.
Från 2018 har Magnus Lagabøte varit logistikfartyg för Sjøforsvaret med benämningen A537. Det används bland annat som plattform för marinens autonoma undervattensfarkoster.